# Mikko Paananen
Mikko Henrik Julius "Migé" Paananen (født 19. december 1974) er bassist og bag-vokal i det finske band HIM.